# Have You Never Been Mellow (singolo)
Have You Never Been Mellow è un singolo della cantante australiana Olivia Newton-John, pubblicato nel 1975 ed estratto dall'album omonimo. 
Il brano è stato scritto e prodotto da John Farrar.

## Tracce
- 7"

1. Have You Never Been Mellow
2. Water Under the Bridge